# Cardiff (Alabama)
Cardiff es un pueblo ubicado en el condado de Jefferson en el estado estadounidense de Alabama. En el censo de 2000, su población era de 82. 

## Demografía
En el 2000 la renta per cápita promedia del hogar era de $ $34,107, y el ingreso promedio para una familia era de $45,000. El ingreso per cápita para la localidad era de $16,067. Los hombres tenían un ingreso per cápita de $28,906 contra $18,125 para las mujeres.

## Geografía
Cardiff está situado en 33°38′43″N 86°55′59″O / 33.64528, -86.93306 (33.645384, -86.932965).
Según la Oficina del Censo de los EE. UU., la ciudad tiene un área total de 0.20 millas cuadradas (0.53 km ²).